# Cratere Noriko
Noriko  è un cratere sulla superficie di Venere.